# 애저 리눅스
애저 리눅스(Azure Linux, 구 명칭: CBL-Mariner, CBL은 Common Base Linux의 준말)는 마이크로소프트가 개발한 자유-오픈 소스 리눅스 배포판이다. 이는 마이크로소프트 애저 서비스의 기본 컨테이너 OS이자 WSL 2의 그래픽 구성 요소이다.

## 개요
CBL-Mariner는 마이크로소프트의 리눅스 시스템 그룹에서 엣지 네트워크 서비스와 클라우드 인프라의 일부로 개발되고 있다. 회사는 이를 애저 쿠버네티스 서비스의 애저 스택 HCI 구현에서 컨테이너용 기본 리눅스로 사용한다. 마이크로소프트는 또한 애저 IoT Edge의 CBL-Mariner를 사용하여 윈도우 IoT에서 리눅스 워크로드를 실행하고 백엔드 배포판으로 WSLg용 웨스턴 컴포지터를 호스팅한다.
페도라 CoreOS와 유사한 접근 방식에서 CBL-Mariner에는 컨테이너를 지원하고 실행하는 데 필요한 기본 패키지만 있다. 일반적인 리눅스 도구는 패키지를 추가하고 보안 업데이트를 관리하는 데 사용된다. 업데이트는 필요에 따라 배포할 수 있는 RPM 패키지 또는 전체 디스크 이미지로 제공된다. RPM을 사용하면 기본 CBL-Mariner 이미지에 사용자 정의 패키지를 추가하여 필요에 따라 추가 기능과 서비스를 지원할 수 있다. 주목할만한 기능으로는 iptables 기반 방화벽, 서명된 업데이트 지원, 강화된 커널 등이 있다.
마이크로소프트는 2020년에 운영 체제를 출시했다. 소스 코드는 주로 MIT 라이선스에 따라 GitHub에서 사용할 수 있으며 일부 구성 요소는 Photon 라이선스, 아파치 라이선스 v2, GPLv2 및 LGPLv2.1에 따라 제공된다. CBL-Mariner를 구축하려면 Go 프로그래밍 언어, QEMU 유틸리티 및 RPM이 필요하다.
릴리스 2.0.20240301부터 CBL-Mariner는 애저 리눅스라고 호칭한다.

## 같이 보기
- 리눅스용 윈도우 하위 시스템

## 참고
- Azure Kubernetes Service on Azure Stack HCI: deliver Storage Spaces Direct to containers
- Enabling Linux based Azure IoT Edge Modules on Windows IoT